# Dai 62 Kai NHK Kōhaku Uta Gassen
O 62º NHK Kouhaku Utagassen foi transmitido em 31 de dezembro de 2011, e contou com a apresentação de Mao Inoue (Akagumi), Arashi (Shirogumi) e Wataru Abe (Mediador). O tema desta edição foi "Vamos cantar para um novo amanhã" (Ashita wo Utaou), que teve como objetivo espalhar pensamentos positivos para um país ainda abalado pelas consequências do terremoto de Tohoku e posterior tsunami. O tema também procurou para começar o novo ano com uma nova esperança. Após seis anos de vitórias, o reinado do SHIROGUMI terminou, pois o time vencedor do 62º Kouhaku Utagassen foi o Vermelho/AKAGUMI. Lady Gaga se apresentou neste Kouhaku, cantando "Born This Way".

## Performances
Mao Inoue, capitã do time vermelho, é uma atriz japonesa mais conhecida por seus papéis em Hana Yori Dango e War Kids.
Arashi comandou pela segunda vez o time branco, é um popular grupo de J-Pop masculino que não só vendeu milhões, mas apareceu em dramas, comandou shows, e teve apoio de incontáveis fãs.
Segue a ordem das aprsentações:

### Primeira Parte
- 1. Ayumi Hamasaki "progress" (13)
- 2. NYC "100% Yuuki NYC" (3)
- 3. Angela Aki "One Family" (6)
- 4. flumpool "Akashi" (3)
- 5. AKB48 "Kohaku 2011 AKB48 Special MIX ~Ganbarō Nihon!~" (4)
  - Músicas: "Kaze wa Fuiteiru", "Flying Get" e "Everyday Kachuusha"
- Mana Ashida, Fuku Suzuki "Maru Maru Mori Mori!" (New)
- 6. Funky Monkey Babys "Soredemo Shinjiteru" (3)
- 7. Nishino Kana "Tatoe Donna ni" (2)
- 8. AAA "CALL" (2)
- 9. Miyuki Kawanaka "Nirinsō" (24)
- 10. Ken Hirai "Itoshiki Hibi yo" (7)
- 11. Ayako Fuji "Ayako no Okuni Jiman dayo ~Ganbarona Tohoku!! Kohaku Special~" (17)
- 12. Takashi Hosokawa "Nebuta" (35)
- 13. Nana Mizuki "POP MASTER" (3)
- 14. Porno Graffitti "One More Time" (10)
- 15. Inawashirokos "I love you & I need you Fukushima" (New)
  - Musica interpretada ao vivo, sem playback.
- 16. Natsuko Godai "Kinmokusei" (18)
- 17. L'Arc-en-Ciel "CHASE" (5)
- 18. Kaori Mizumori "Shōnai Heiya Kaze no Naka" (9)
- 19. Shinichi Mori "Minato Machi Blues" (44)
- 20. Ringo Sheena "Carnation – Akagumi nara Dare Demo" (New)
- Rimi Natsukawa (6), Masafumi Akikawa (4) "Asu to Iu Hi ga"

### Segunda Parte
- 21. KARA "KARA 2011 Special Medley" (New)
- 22. Hideaki Tokunaga "Jidai" (6)
- 23. Perfume "Laser Beam" (4)
- 24. TOKIO "Miageta Ryusei" (18)
- 25. Girls' Generation "GENIE" (New)
- 26. Hiromi Go "Go Smile Japan" (24)
- 27. aiko "Koi no Superball" (10)
- 28. Yuzu "Hey Wa" (4)
- 29. Koda Kumi "Ai wo Tomenaide" (7)
- 30. Tohoshinki "Why？(Keep Your Head Down)" (3)
- 31. Ayaka Hirahara "Ohisama ~Taisetsu na Anata e" (8)
- 32. Masao Sen "Kita Guni no Haru" (16)
- 33. Sachiko Kobayashi "Onna no Sakaba" (33)
- 34. Toshiyuki Nishida "Ano Machi ni Umarete" (4)
- 35. Ayaka "Minna Sora no Shita" (5)
- 36. Tsuyoshi Nagabuchi "Hitotsu" (3)
- 37. Akiko Wada "Ano Kane wo Narasu no wa Anata" (35)
- 38. Arashi "2011 Kohaku Special Medley" (3)
  - Músicas: "Meikyû Love Song" e "Lotus".
- 39. Ikimono-gakari "Aruite Ikou" (4)
- 40. Hiroshi Itsuki "Furusato" (41)
- 41. Seiko Matsuda (16), Sayaka Kanda (New) "Ue wo Muite Arukou」
- 42. Kiyoshi Hikawa "Jounetsu no Mariachi" (12)
- 43. Fuyumi Sakamoto "Yozakura Oshichi" (23)
- 44. Masaharu Fukuyama "Kazoku ni Narou yo" (4)
- 45. Yumi Matsutoya "(Minna no) Haru yo, Koi" (2)
- 46. EXILE "Rising Sun" (7)
- 47. Yoshimi Tendō "Ai Sansan" (16)
- 48. Saburō Kitajima "Kaerokana" (48)
- 49. Sayuri Ishikawa "Tsugaru Kaikyo Fuyugeshiki" (34)
- 50. SMAP "SMAP AID Kohaku SP" (19)
- FINAL: "Hotaru no Hikari" (Aund Lang Syne)

## Curiosidades
- Ayumi Hamasaki foi a primeira a se apresentar no 62º Kouhaku (Opening Special Stage) pelo time Vermelho, porque logo após sua aparição ela deu início ao seu "COUNTDOWN LIVE 2011-2012".
- Mana Ashida e Fuku Suzuki têm que se apresentar antes das 8 horas da noite, por isso que vão ser os primeiros da lista: caso muita gente não saiba, aqui no Japão, crianças não podem trabalhar (no ramo de entretenimento) após 8 da noite. Por isso que no especial FNS Kaiyosai, a dupla foi uma das primeiras que se apresentou.
- O trio NYC (Yuma Nakayama, Ryosuke Yamada e Yuuri Chinen[1]) só vão se apresentar porque eles cantam a música tema do anime "Nintama Rantarou" que é transmitido pela NHK Educativa. E vão ser um dos primeiros também a se apresentarem porque depois terão que comparecer no Tokyo Dome para o Johnny's Countdown.
- Teoricamente foi o último Kouhaku de Angela Aki e Kumi Koda. Motivo: maternidade. Aki está grávida de nove meses e Koda de dois meses.
- A cantora Ayaka volta depois de dois anos ausente por motivos de saúde.
- Foi a primeira vez também da cantora Ringo Shiina. Embora tenha mais de dez anos de carreira, a presença dela deve-se devido a sua música "Carnation" ser tema do asadora do mesmo nome.
- O grupo Inawashirokos é formado por músicos nascidos em Fukushima, e o nome da banda vem do lago Inawashiro, situado na província de Fukushima. O quarteto - formado por Shinji Matsuda (baterista do  The Back Horn), Takashi Yamaguchi (vocalista e guitarrista do Sambomaster), Toshimi Watamame (guitarrista do TOKYO N.1 SOUL SET) e Michihiko Yanai (guitarrista do Kaze to Rock) - gravaram a música em homenagem a província e cujo PV trazia 47 artistas representando cada província do Japão interpretando a música, incluindo o ator e cantor Toshiyuki Nishida, que é de Fukushima e também esteve no evento.
- Sayaka Kanda é filha da cantora Seiko Matsuda e do ator Masaki Kanda. Chegou a ser cantora sob o nome SAYAKA, atriz, mas acabou dedicando-se ao teatro. Está no elenco da peça "Endless SHOCK", protagonizado pelo Kinki Kids Koichi Domoto.
- As duplas mais esperadas pelo evento infelizmente não puderamo comparecer este ano por motivo de saúde - Dreams Come True (Masato Nakamura e Mika Yoshida) e Kobukuro. Nakamura foi operado recentemente e pediram repouso absoluto, tanto que tiveram que cancelar alguns shows e Kuroda esteve em tratamento médico desde agosto, com problema de coluna.
- Pelo terceiro ano seguido, Masaharu Fukuyama não esteve no palco do NHK Hall, mas ao vivo no Pacifico Yokohama, onde quase todo final de ano faz sua apresentação. Foi memorável o ano de 2010, quando Teruyuki Kagawa cortou a longa cabeleira de Fukuyama, que ostentava desde que começou a gravar o taiga dorama "Ryomaden".
- Pelo segundo ano consecutivo (e quarta vez), o quinteto SMAP foi quem encerrou o evento, com um medley das músicas do álbum "SMAP AID", cuja seleção foi feita através de votação dos fãs no site oficial da gravadora do grupo. Muita gente espera sempre o "Ootori", que seria o encerramento do Kouhaku Utagassen, antes de sair o resultado final.
- "Furusato", música interpretada pelo quinteto Arashi (que segundo ano consecutivo representou o Shirogumi) em 2010, foi interpretada novamente - desta vez com Sho Sakurai tocando ao piano que foi restaurado dos destroços do terremoto de Tohoku. O piano levou mais de seis meses para ser recuperado.